# Jakobsmuschel

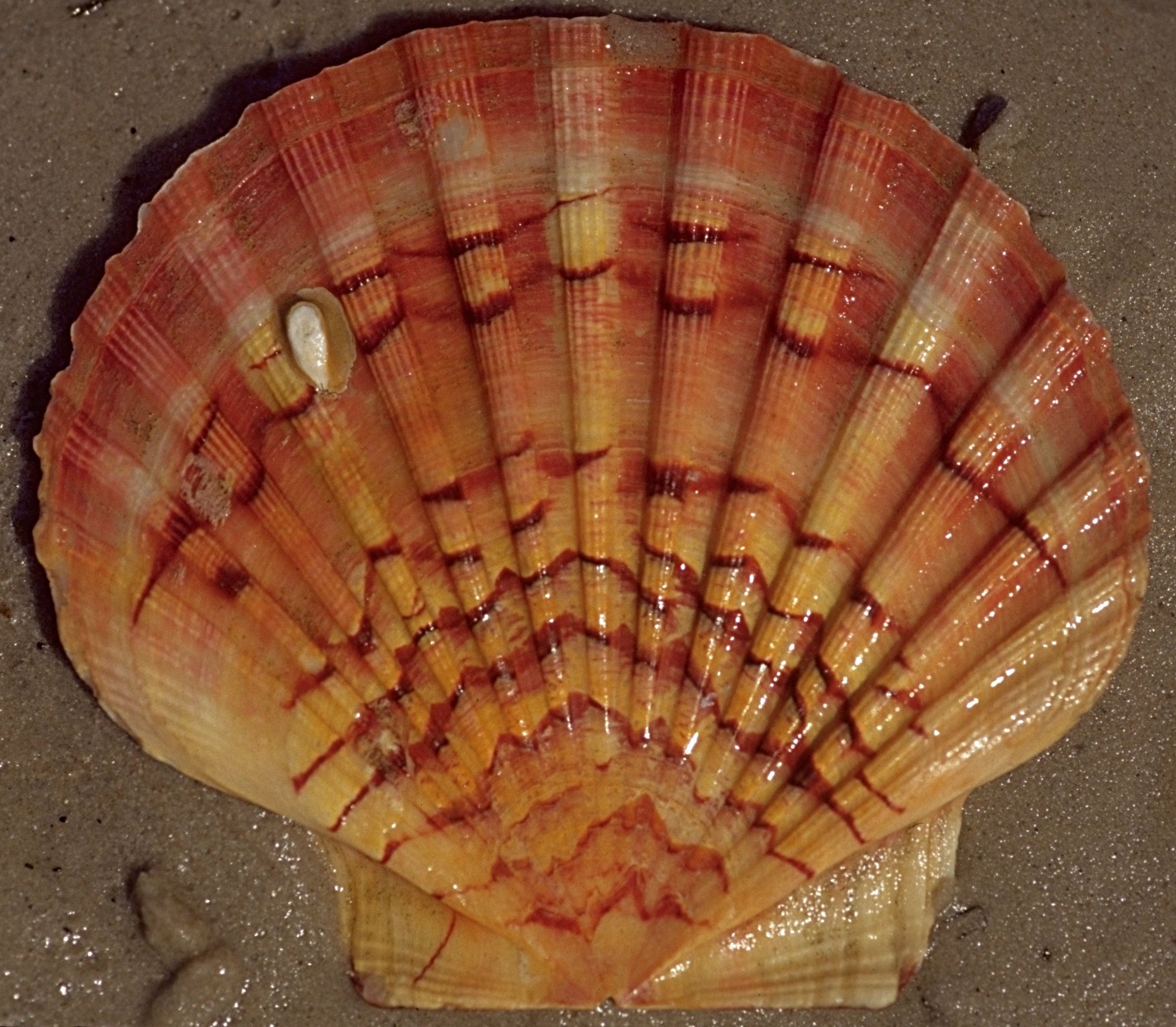
Linke Schale der Großen Pilgermuschel (Pectin maximus)

Als Jakobsmuschel oder Pilgermuschel werden mehrere verwandte Arten von Muscheln aus der Familie der Kammmuscheln (Pectinidae) bezeichnet. Dazu gehören die Mittelmeer-Pilgermuschel Pecten jacobaeus, die Große Pilgermuschel Pecten maximus sowie Placopecten magellanicus und Mizuhopecten yessoensis. Die Jakobsmuscheln gehören zu den größten und schmackhaftesten essbaren Muscheln.

## Anatomie

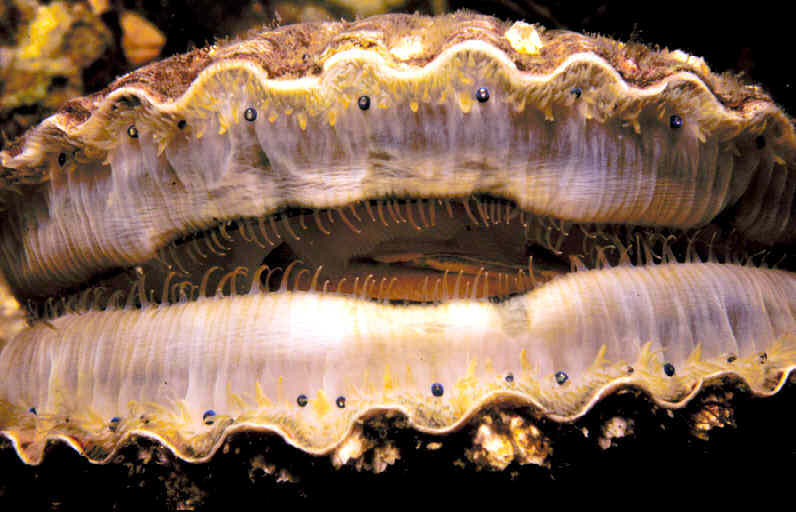
Lebende Jakobsmuschel

Die Pilgermuscheln besitzen wie die Austern einen zentralen Schließmuskel. Daher rührt die charakteristische Narbe im Inneren der Schale. Da sich die Pilgermuscheln schwimmend fortbewegen, ist der Muskelstrang wesentlich stärker ausgebildet als bei der Auster. Ihre Schale hat eine regelmäßige Zeichnung von 12 bis 17 Rippen, die als archetypische Form der Muschel gesehen wird. Erwachsene Tiere werden für gewöhnlich 10 bis 15 cm groß, können seltener aber auch bis zu 20 cm erreichen.

## Vorkommen und Fang
Als beste Fanggebiete der Großen Pilgermuschel gelten Schottland, Frankreich und Irland. Fangsaison ist von November bis März. Die Muscheln werden ganzjährig tiefgefroren angeboten. In Chile werden verwandte Arten (wie die Argopecten purpuratus) zusätzlich in Aquakultur, beispielsweise in der Bucht von Tongoy, gezüchtet und kommen ebenfalls als Jakobsmuscheln in den Handel.
In Frankreich gibt es im Ärmelkanal vor der normannischen Küste bedeutende Jakobsmuschel-Vorkommen. Gemessen an der Menge gefischter Muscheln gilt Port-en-Bessin als der wichtigste Fischereihafen in der Unteren Normandie. Seit 2004 wird jedes Jahr ein Fest anlässlich der neuen Jakobsmuschelsaison (Anfang Oktober bis Mitte Mai) gefeiert. Gut zwei Drittel der französischen Jakobsmuscheln werden an der Küste der Normandie gefischt. Da die Muschel zu den bedrohten Arten gehört, ist der Fang für französische Fischer stark reglementiert. Nur Exemplare, die größer als 11 cm sind, dürfen für den Verkauf gefangen werden. Garant für hohe Qualitätsstandards bezüglich des Fangs und des Verkaufs ist das sogenannte „rote Gütesiegel“ (Label Rouge).

## Zubereitung

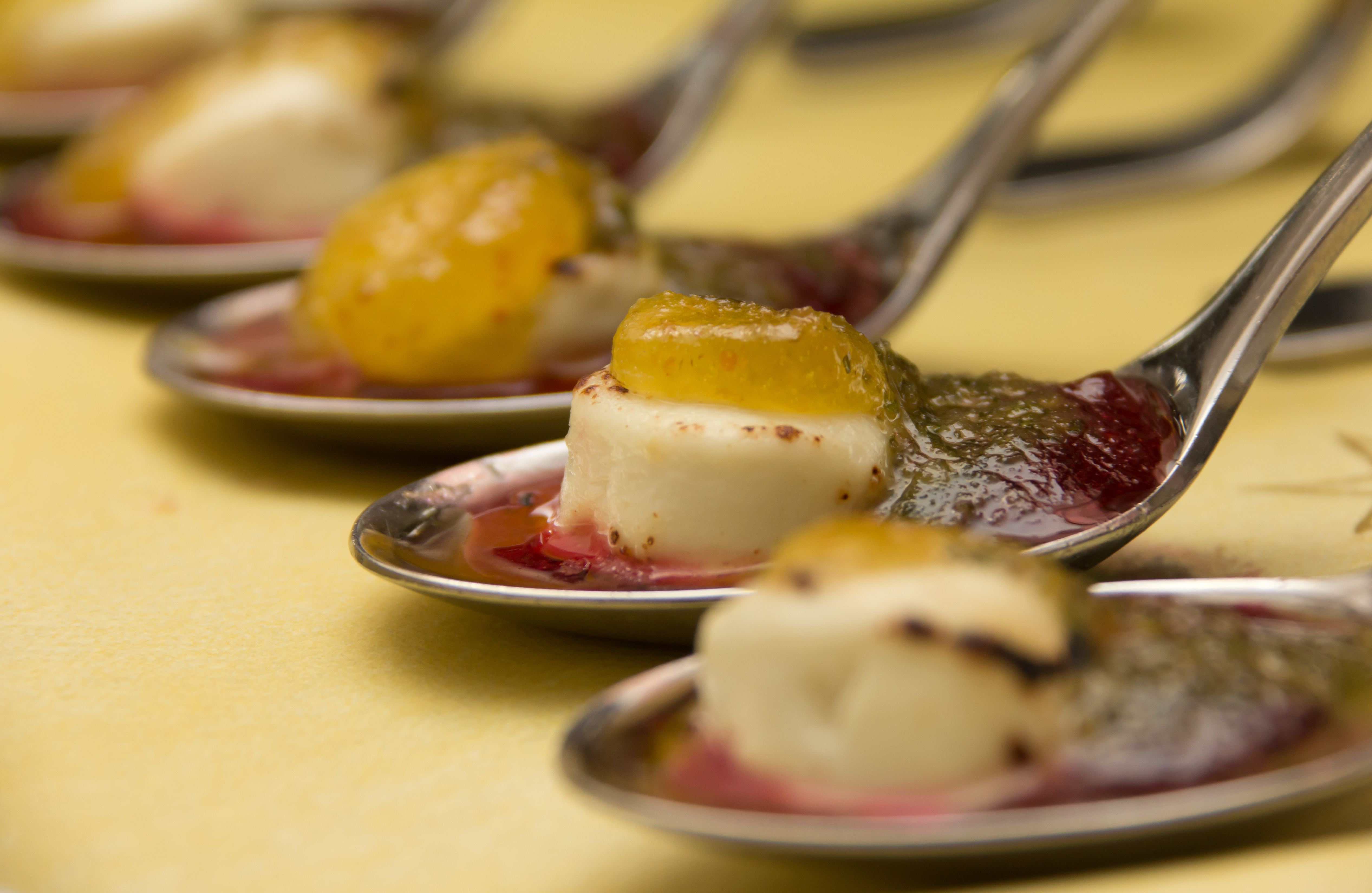
Jakobsmuschel als Vorspeise

Frische Muscheln sollten schwer und geschlossen sein. Zum Öffnen legt man die flache Schale nach oben und schneidet mit einem Messer innen an der oberen Schale entlang und klappt dann die flachere Schale hoch. Alle schwarzen Innereien sowie der Bart werden entfernt. Verwendet werden nur der zylinderförmige weiße Muskelstrang zwischen den Klappen – auch Nuss genannt (englisch scallop) – und der orangerote Rogen (französisch corail). Das Fleisch besitzt einen nussigen, leicht süßlichen Geschmack.
Große Kammmuscheln lassen sich auf viele Arten zubereiten, klassisch als überbackenes Ragout in der eigenen Schale. Roh werden sie insbesondere in der japanischen Sushi-Küche verzehrt.

## Namensursprung und Symbolik

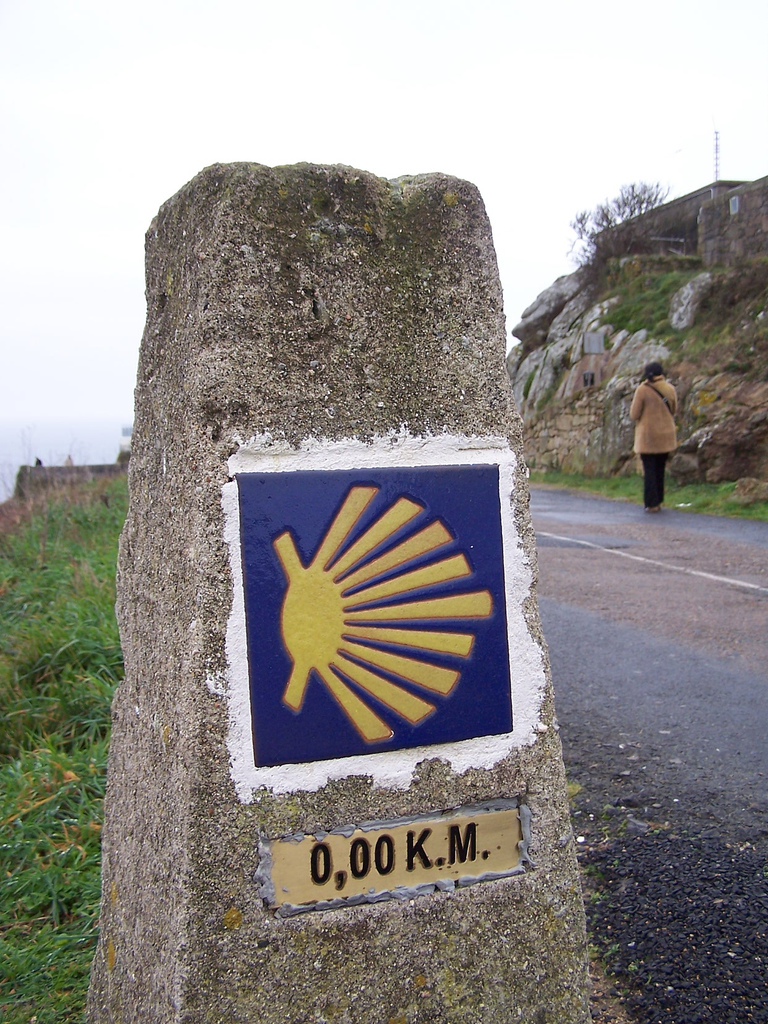
Stilisierte Jakobsmuschel als Erkennungszeichen des Jakobsweges auf dem Kilometerstein 0 am Ende des Camino a Fisterra

Der Name „Jakobsmuschel“ bezieht sich auf den heiligen Jakobus, der als Schutzpatron der Pilger gilt. Er erhielt die Jakobsmuschel als Erkennungszeichen postum zugedacht und trägt sie in Darstellungen in der Regel am Hut, am Mantel oder auf seiner Tasche. Aufgrund dieses Attributes wurde die Jakobsmuschel bereits im Mittelalter zum Symbol der Pilger, insbesondere derer des Jakobswegs.
Die christlichen Pilger des Mittelalters benutzten die Jakobsmuschel zum Wasserschöpfen. Ein unter Jakobspilgern verbreiteter Brauch war es, den Pilgergang 60 Kilometer weiter am Cap Finisterre zu beenden, um dort am Strand eine echte Jakobsmuschel aus dem Meer zu suchen und mitzunehmen. Als Pilgerzeichen am Hutband oder am Gürtel getragen, ist sie geschichtlich mit der Wallfahrt nach Santiago de Compostela verbunden, um damit an den Besuch des Grabs des heiligen Jakobus zu erinnern. Die Muschel war mehr als nur ein Souvenir. Nach der Rückkehr in die Heimat sicherte sie ihrem Träger Ansehen, und manch ein ehemaliger Jakobspilger ließ sich die Muschel ins Grab legen.